# Concierto para oboe (Strauss)

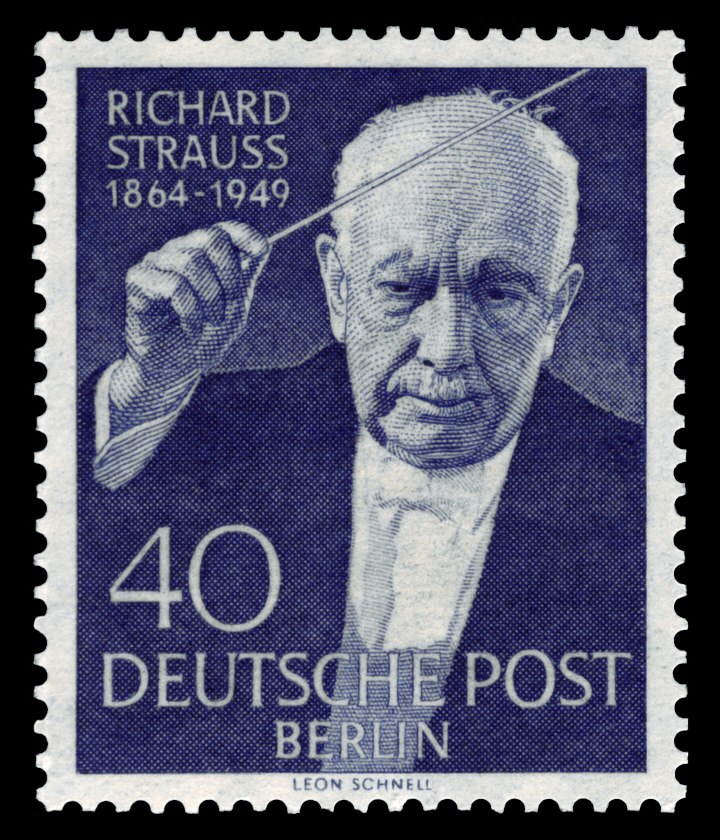
Richard Strauss 1864-1949

El Concierto para oboe y pequeña orquesta en re mayor, Op. 144, TrV 292, fue escrito por Richard Strauss en 1945. 

## Concepción
Fue una de las últimas obras que compuso cerca del final de su vida (murió en 1949), durante un "veranillo" en el que regresó imperturbablemente al estilo romántico de su juventud. Strauss recibió el encargo de componer el concierto por John de Lancie, un soldado estadounidense que anteriormente fue el primer oboísta de la Orquesta Sinfónica de Pittsburgh y visitó la casa de Strauss cuando fue destinado a Alemania tras la Segunda Guerra Mundial. En un principio, Strauss rechazó la solicitud, pero luego cedió y el concierto fue estrenado el 26 de febrero de 1946 en Zürich, con Marcel Saillet como solista con la Orquesta de la Tonhalle de Zúrich dirigido por Volkmar Andreae. John de Lancie más tarde sería el primer oboe de la Orquesta de Filadelfia durante 30 años.

## Estructura
El concierto consta de tres movimientos y dura aproximadamente de 25 minutos:
1. Allegro moderato
2. Andante
3. Vivace – Allegro

## Instrumentación
El concierto está compuesto para los siguientes instrumentos: dos flautas, un corno inglés, dos clarinetes, dos fagotes, dos trompas y cuerdas.